# Doom Bar

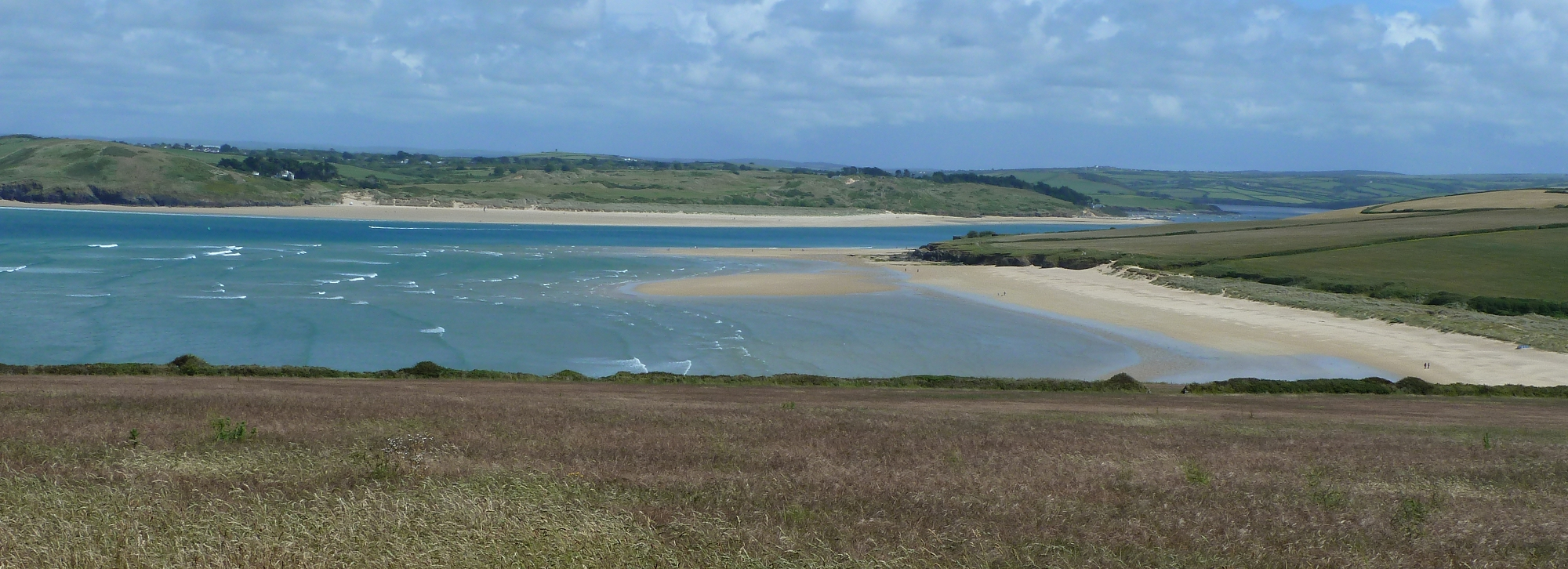
Vagues déferlant sur la Doom Bar en haute mer.

Doom Bar se trouve sur la côte nord des Cornouailles.

La Doom Bar, anciennement connue sous le nom de Dunbar sands ou de Dune-bar, est un banc de sable à l'embouchure de l'estuaire de la rivière Camel, à l'endroit où elle rencontre la mer Celtique, sur la côte nord des Cornouailles, en Angleterre. Comme deux autres bancs de sable permanents situés plus haut dans l'estuaire, la Doom Bar se compose principalement de sable marin continuellement remonté du fond de la mer. Plus de 60 % du sable provient de coquillages marins, ce qui en fait une source importante de chaux agricole, qui est collectée depuis des centaines d'années. On estime que 10 millions de tonnes de sable ou plus ont été retirées de l'estuaire depuis le début du dix-neuvième siècle, principalement par dragage.
L'embouchure de l'estuaire, exposée à l'océan Atlantique, est un environnement très dynamique, et les sables ont été sujets à des mouvements spectaculaires pendant les tempêtes. Selon la tradition, la Doom Bar s'est formée sous le règne d'Henri VIII, portant atteinte à la prospérité du port de Padstow, situé à un kilomètre en amont de l'estuaire.
Jusqu'au XXe siècle, l'accès au port de Padstow se faisait par un chenal étroit entre Doom Bar et les falaises de Stepper Point (en), un passage difficile à emprunter pour les voiliers, en particulier lors des coups de vent du nord-ouest, lorsque les falaises coupent le vent. De nombreux navires ont fait naufrage sur la Doom Bar, malgré l'installation d'anneaux d'amarrage et de cabestans sur les falaises et l'abattage d'une partie de la Stepper Point pour améliorer le vent. Au début du XXe siècle, le chenal principal s'est éloigné des falaises, et le dragage continu a rendu le chenal beaucoup plus sûr pour les bateaux, mais des décès sont survenus sur la barre aussi récemment qu'en mai 2020.
Une légende de Cornouailles (en) raconte qu'une sirène a créé ce bar en guise de malédiction sur le port après avoir été abattue par un homme de la région. La Doom Bar a été utilisée dans la poésie pour symboliser les sentiments de mélancolie et a donné son nom à la bière phare de la brasserie locale Sharp's Brewery (en).

## Description

La Doom Bar à marée basse, avec le chenal de la rivière du côté opposé.

La Doom Bar est un banc de sable situé à l'embouchure de l'estuaire de Camel, sur la côte nord des Cornouailles. Le banc est composé principalement de sédiments grossiers transportés depuis le fond marin par les processus de charriage et il a été démontré qu'il y a un apport net de sédiments dans l'estuaire. Cet apport est favorisé par les vagues et les marées, mais les schémas exacts de transport des sédiments dans l'estuaire sont complexes et ne sont pas entièrement compris. La contribution sédimentaire de la rivière Camel elle-même est très faible : la plupart des sédiments de la rivière sont déposés beaucoup plus haut dans l'estuaire.
L'estuaire de Camel compte trois bancs de sable persistants : Doom Bar, Town Bar à Padstow, à environ 1,6 km en amont, et Halwyn Bank juste en amont de Padstow, là où l'estuaire change de direction. Tous trois ont une composition similaire ; une grande partie de leurs sédiments provient de coquilles de mollusques marins et, par conséquent, ils contiennent un taux élevé de carbonate de calcium, mesuré en 1982 à 62 %. La teneur élevée en carbonate de calcium du sable signifie qu'il est utilisé depuis des centaines d'années pour améliorer les sols agricoles par chaulage. On sait que cette utilisation date d'avant 1600. Les niveaux élevés de carbonate de calcium combinés au sel de mer naturel ont rendu le sable précieux pour les agriculteurs en tant qu'engrais alcalin lorsqu'il est mélangé au fumier.

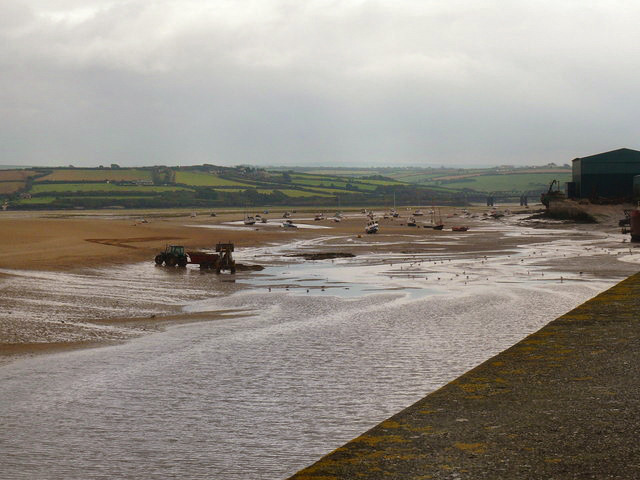
Un tracteur et une remorque draguant le sable de la Town Bar à proximité.

Dans un rapport publié en 1839, Henry De la Beche estime que le sable de Doom Bar représente entre un cinquième et un quart du sable utilisé pour l'agriculture dans le Devon et les Cornouailles. Il a également indiqué qu'environ 80 hommes étaient employés en permanence pour draguer la zone à partir de plusieurs barges, enlevant environ 100 000 tonnes de sable par an, ce qui, selon lui, avait été « assuré par des personnes compétentes ». Cela avait entraîné une réduction de la hauteur du banc de 180 à 240 cm au cours des 50 années précédant 1836. Un autre rapport, publié environ vingt ans plus tôt par Samuel Drew (en), indiquait toutefois que, bien que les bancs de sable aient été « pillés » depuis des lustres, ils n'avaient pas diminué. On estime que dix millions de tonnes de sédiments ont été retirés de l'estuaire entre 1836 et 1989, principalement à des fins agricoles et surtout à partir de Doom bar. Le sable est encore régulièrement dragué dans la zone ; en 2009, on estime que 120 000 tonnes de sable ont été retirées du banc et de l'estuaire qui l'entoure.
Sous la partie orientale de Doom Bar, au large de Daymer Bay (en), se trouve une forêt submergée (en). On pense qu'elle fait partie de la plaine boisée qui existait au large de l'actuelle côte des Cornouailles avant d'être envahie par les dunes de sable et le sable de plage lors de la dernière élévation significative du niveau de la mer, qui s'est achevée il y a environ 4 000 ans. Exposés à l'océan Atlantique, les sables de la région ont toujours été sujets à des mouvements soudains : plusieurs maisons auraient été ensevelies une nuit lors d'une puissante tempête. Selon la tradition, l'un de ces déplacements a conduit à la formation de Doom Bar sous le règne d'Henri VIII (1509-1547), entraînant un déclin de la prospérité de Padstow. Aujourd'hui, le banc de sable couvre environ 1 km2 et relie les plages près de Harbour Cove par des plaines de sable, bien que leur taille et leur forme réelles varient.
Le nom « Doom Bar » est une corruption du nom plus ancien de Dunbar, qui dérive lui-même de dune-bar,. Bien que le banc ait été communément appelé « Dunbar sands » avant 1900, le nom « Doom Bar » a été utilisé en 1761 (comme « the Doom-bar »), et il a également été utilisé dans la poésie et dans les documents de la Chambre des communes au dix-neuvième siècle.

## Danger pour la navigation
Pendant des siècles, la Doom Bar a été considérée comme un danger important pour les navires, qu'il fallait aborder avec prudence pour éviter qu'ils ne s'échouent. Lorsque les voiles étaient la principale source d'énergie, les navires qui contournaient Stepper Point perdaient le vent, ce qui entraînait une perte d'orientation et les laissait dériver loin du chenal (en). Parfois, des rafales de vent appelées familièrement flaws soufflaient sur Stepper Point et poussaient les navires vers le banc de sable. Jeter l'ancre ne servait à rien, car elle ne pouvait pas s'accrocher fermement au sable. Richard Hellyer, le sous-commissaire au pilotage de Padstow, a témoigné en 1859 que Doom Bar était considérée si dangereuse qu'en cas de tempête, les navires risquaient de faire naufrage sur la côte plutôt que d’entrer dans le chenal menant au port de Padstow.
En 1761, John Griffin publie une lettre dans le London Chronicle recommandant des méthodes pour entrer dans l'estuaire du Camel par mauvais temps, en particulier lorsque les vents soufflaient du nord-nord-ouest, et décrit les boulons et les anneaux qu'il avait fixés aux falaises pour aider les navires à entrer dans le port. Les anneaux d'amarrage étaient toujours là en 1824, et vers 1830, trois cabestans au pied des falaises et des bollards le long des falaises, qui permettaient aux bateaux de passer le banc (en) en toute sécurité, ont été installés.
En 1846, la compagnie ferroviaire de Plymouth et Padstow s'est intéressée à la suppression de Doom Bar, dans l'espoir d'accroître le commerce dans le port de Padstow. Le plan consistait à créer un brise-lames sur le banc, qui arrêterait l'accumulation de sable, et le chemin de fer transporterait le sable des dunes voisines jusqu'à l'endroit où il était nécessaire à des fins agricoles ailleurs dans le sud-ouest.
Finalement, ni le brise-lames ni le chemin de fer n'ont été construits, mais la question a été réexaminée par la commission d'enquête parlementaire britannique de 1858 sur les ports de refuge. La commission a recueilli les témoignages de nombreux témoins sur les ports de tout le pays. Pour Padstow, le témoignage du capitaine Claxton, RN, indique que sans l'enlèvement du sable, les navires en détresse ne peuvent utiliser le port qu'à marée haute. J. D. Bryant, commissaire du port et receveur d'épaves de Padstow, explique à la commission qu'en 1848, l'association du port de Padstow a abattu un petit morceau de Stepper Point, ce qui a permis aux navires de bénéficier d'environ 50 brasses de « vent favorable » supplémentaire pour entrer dans le port. Bryant a recommandé d'abattre encore plus cette pointe, ce qui permettrait d'obtenir un vent réel tout au long du chenal, au-delà du dangereux banc de sable.

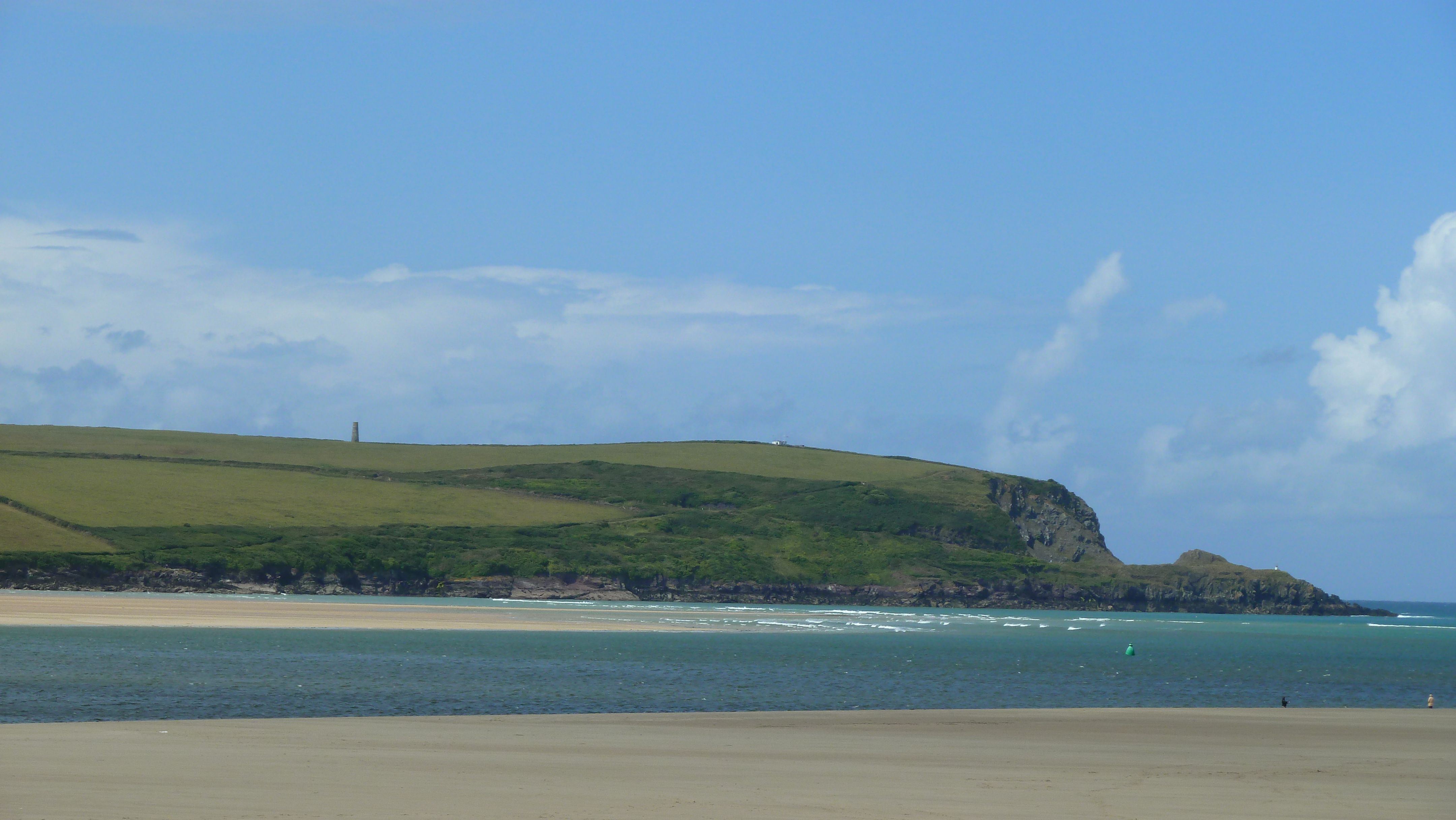
The Doom Bar and Stepper Point from Daymer Bay ; le creux causé par l'enlèvement de roches à Stepper Point est clairement visible.

Le rapport de la commission d'enquête a conclu que le banc reviendrait en s'ensablant à nouveau s'il était dragué, et que les ressources étaient insuffisantes pour l'empêcher. Plusieurs solutions ont été examinées, notamment la construction de deux murs de guidage pour faire passer l'eau à travers le banc et l'éliminer. Il a été prouvé que Doom Bar était constituée de « sable dur » qu'il serait difficile d'éliminer. Au cours des discussions, il a été indiqué que si le banc de sable pouvait être éliminé par diverses méthodes, cela n'améliorerait pas de manière significative l'accès au port et qu'un port de refuge serait préférable sur la côte galloise.
Le rapport final de la commission a établi que, sur toute la côte rocheuse entre Land's End et Hartland Point (en), Padstow était le seul port potentiellement sûr pour le cabotage lorsque soufflaient les coups de vent les plus dangereux du nord-ouest. Le rapport note que la sécurité de Padstow est compromise par la Doom Bar et par l'effet de formation de tourbillons de Stepper Point. Le rapport recommandait une dépense initiale de 20 000 £ pour abattre la partie extérieure de Stepper Point, ce qui, avec les cabestans, les bollards et les anneaux d'amarrage, réduirait considérablement le risque pour la navigation.
Au cours du XXe siècle, Doom Bar a été régulièrement draguée pour améliorer l'accès à Padstow. Dans les années 1930, lorsque le commandant H. E. Turner a étudié l'estuaire, il y avait deux chenaux autour de Doom Bar et on pense que le chenal principal s'est déplacé vers l'est en 1929. En 2010, le chenal d'origine avait disparu. L'estuaire est régulièrement dragué par les dragues de la Padstow Harbour Commission, Sandsnipe et Mannin.

## Naufrages

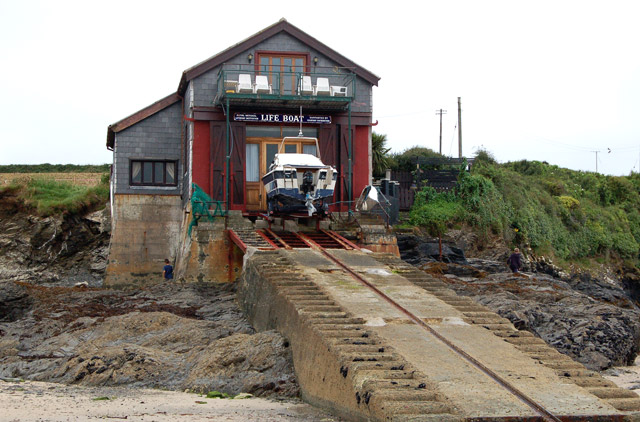
La Lifeboat station à Hawker's Cove.

La Doom Bar a enregistré plus de 600 échouages, chavirements et naufrages depuis le début des relevés au début du XIXe siècle, dont la majorité sont des épaves.
Les plus gros bateaux entrant à Padstow se voyaient offrir de l'aide, généralement par des pilotes qui attendaient à Stepper Point lorsqu'un navire signalait qu'il allait entrer. Si un bateau était en train de sombrer, les sauveteurs intervenaient pour l'aider. Dans certains cas, les sauveteurs ont tenté d'exagérer le danger devant le tribunal, afin d'extorquer plus d'argent aux propriétaires. C'est ce qui est arrivé au brick The Towan en octobre 1843. Bien qu'il n'ait pas eu besoin d'aide, les sauveteurs sont intervenus et ont tenté de réclamer une forte indemnité au propriétaire.
En 1827, la Life-boat Institution, nouvellement créée, a contribué au financement d'un bateau de sauvetage permanent à Padstow, un bateau à rames de 7 m équipé de quatre rames. La station de sauvetage à Hawker's Cove (en) a été construite deux ans plus tard par la Padstow Harbour Association for the Preservation of Life and Property from Shipwreck (Association du port de Padstow pour la préservation de la vie et des biens en cas de naufrage). Le révérend Charles Prideaux-Brune, de Prideaux Place, en était le parrain. En 1879, quatre de ses petites-filles et leur ami ramaient sur Doom Bar et virent une embarcation couler. Elles ramèrent pour sauver le marin qui se noyait (en). Comme il était très inhabituel pour des femmes de sauver des hommes, les cinq filles reçurent une médaille d'argent de la Royal National Lifeboat Institution pour leur bravoure.
Bien que le chenal oriental soit plus sûr et que la technologie maritime se soit améliorée, la Royal National Lifeboat Institution doit encore faire face à des incidents à Doom Bar. En février 1997, deux pêcheurs qui ne portaient pas de gilet de sauvetage se sont noyés après que leur bateau a chaviré. Deux pêcheurs à la ligne avaient été tués dans un incident similaire en 1994. Le 25 juin 2007, le bateau de sauvetage de Padstow et un hélicoptère de sauvetage ont secouru les équipages de deux yachts dans des incidents distincts dans la zone.

### HMSWhiting

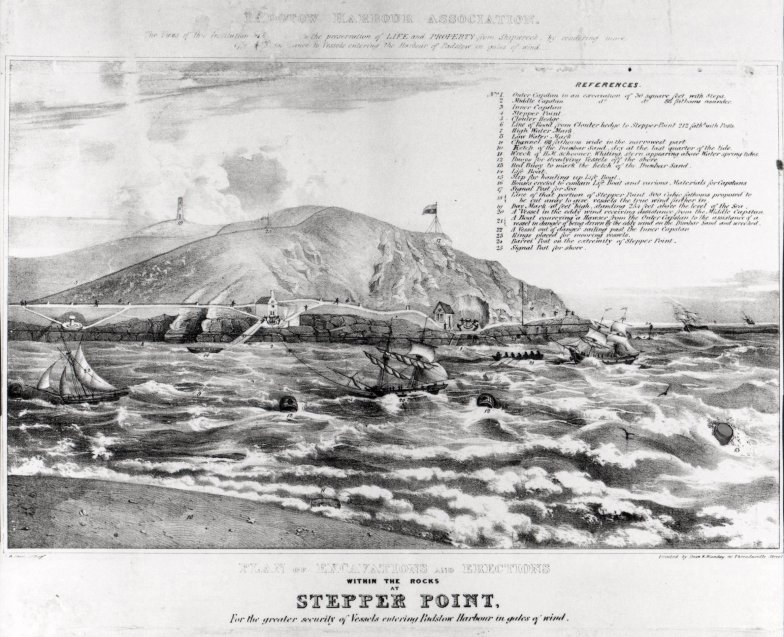
Une lithographie de Stepper Point réalisée par la Padstow Harbour Association, montrant l'emplacement de l'épave du HMS Whiting.

Le seul navire de guerre dont le naufrage a été signalé à Doom Bar est le HMS Whiting (en), une goélette de 12 canons. Le Whiting était à l'origine un cargo nommé Arrow, qui avait voyagé des États-Unis vers la France ; il est capturé par la Royal Navy le 8 mai 1812 et rebaptisé. Le 15 septembre 1816, il s'échoue sur la Doom Bar alors que la marée était descendante et que le vent soufflait d'une direction défavorable, n'offrant que peu d'aide. Selon les transcriptions de la cour martiale, on tenta de le déplacer à la marée haute suivante, mais il prenait l'eau et il était impossible de le sauver.
Le Whiting a été abandonné au cours des jours suivants et l'équipage a récupéré tout ce qu'il pouvait. L'officier responsable, le lieutenant John Jackson, perdit un an d'ancienneté pour négligence, et trois hommes d'équipage furent condamnés à « 50 coups de fouet à neuf queues » pour désertion. L'épave est vendue à des récupérateurs et, malgré une correspondance demandant une récupération onze ans plus tard, la marine ne s'y intéresse plus. La Royal Navy tente d'inspecter l'épave en juin 1830, alors que le banc de sable en a recouvert la plus grande partie. En mai 2010, un groupe de recherche et d'exploration marine, ProMare, et la Nautical Archaeology Society (en), avec l'aide de l'école primaire de Padstow, ont organisé des recherches pour retrouver le navire. Les groupes ont fouillé quatre sites sur la Doom Bar, mais n'ont pas réussi à le retrouver.

### Antoinette
Le plus grand navire naufragé sur la Doom Bar serait l'Antoinette (en), une barque de 1874 pesant 1 118 tonnes. Le jour de l'an 1895, il appareille de Newport, au sud du Pays de Galles, avec une cargaison de charbon pour le Brésil, mais il coule près de l'île de Lundy, perdant une partie de son mât. Il est remorqué par un remorqueur à vapeur vers Padstow, mais heurte la Doom Bar et le câble de remorquage se rompt ou doit être relâché. Son équipage de quatorze personnes et plusieurs hommes qui ont tenté de le sauver sont secourus par des canots de sauvetage de Port Isaac et Padstow, après quoi il coule rapidement.
Les tentatives de trois remorqueurs de Cardiff pour retirer l'épave échouent, mais la marée de printemps suivante emporte la partie centrale de l'épave dans l'estuaire jusqu'à Town Bar, en face de Padstow, où elle constitue un danger pour la navigation. Un mineur nommé Pope est appelé pour la retirer : il utilise de la gélignite sans succès, bien que l'explosion ait brisé de nombreuses fenêtres dans la ville. En 2010, une épave, identifiée comme étant presque certainement l'Antoinette, a fait surface sur Town Bar. L'unité de neutralisation des bombes de la Royal Navy n'a pas réussi à la démolir et elle a été marquée par une bouée ; en mars 2011, des travaux ont commencé pour démolir le reste de l'épave à l'aide de scies.

## Dans la littérature

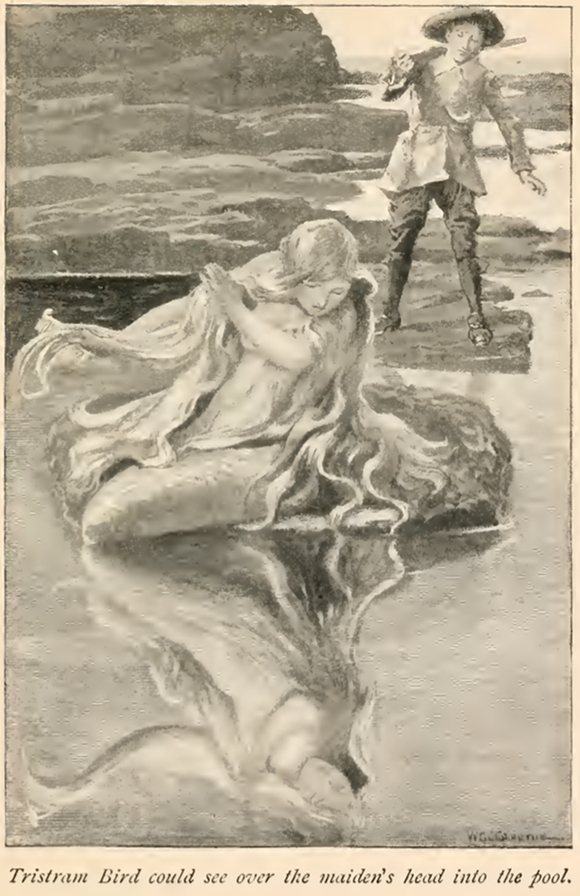
Tristram Bird et la sirène de Padstow, tirée de North Cornwall Fairies and Legends d'Enys Tregarthen.

Selon le folklore local, la Doom Bar a été créée par la sirène de Padstow en guise de malédiction après avoir été abattue. En 1906, Enys Tregarthen (en) a écrit qu'un habitant de Padstow, Tristram Bird, avait acheté un nouveau fusil et voulait tirer sur quelque chose de digne de ce fusil. Parti chasser le phoque à Hawker's Cove, il trouva une jeune femme assise sur un rocher en train de se brosser les cheveux. Séduit par sa beauté, il lui proposa de l'épouser et, devant son refus, il la tua en représailles, ne réalisant qu'après coup qu'il s'agissait d'une sirène. En mourant, elle maudit le port avec une « barre de malheur », de Hawker's Cove à Trebetherick Bay. Cette nuit-là, un terrible coup de vent souffle et, lorsqu'il se calme enfin, le banc de sable est « couvert d'épaves de navires et de corps d'hommes noyés ».
La ballade The Mermaid of Padstow raconte une histoire similaire, celle d'un habitant du nom de Tom Yeo, qui a tué la sirène en la prenant pour un phoque. John Betjeman, qui connaissait bien la région, a écrit en 1969 que la sirène avait rencontré un homme du coin et était tombée amoureuse de lui. Ne supportant plus de vivre sans lui, elle tenta de l'attirer sous les vagues, mais il s'échappa en lui tirant dessus. Dans sa colère, elle jeta une poignée de sable en direction de Padstow, autour de laquelle le banc de sable se développa. Dans d'autres versions du conte, la sirène chante depuis les rochers et un jeune lui tire dessus avec une arbalète, ou un homme avide lui tire dessus avec un arc long (en). On pensait que les sirènes chantaient pour leurs victimes afin d'attirer les adultères vers la mort.
La légende des sirènes va au-delà de la création du Doom Bar. En 1939, Samuel Williamson a déclaré qu'il existait des sirènes comparables à des Sirènes qui reposent dans les eaux peu profondes et attirent les navires qui font naufrage. En outre, « le cri de détresse d'une femme pleurant ses morts » serait entendu après une tempête où des vies ont été perdues sur le banc de sable.
Dans sa Ballad of Pentyre Town, Rosamund Watson utilise l'image du banc de sable pour susciter des sentiments de mélancolie lorsqu'elle parle de tout abandonner par amour. Un poème victorien d'Alice E. Gillington (en), « The Doom-Bar », raconte l'histoire d'une jeune fille qui a offert une bague gravée à l'homme qu'elle aimait avant qu'il ne s'éloigne en naviguant sur la Doom Bar, lui brisant ainsi le cœur. Quatre ans plus tard, alors que la marée était plus basse que d'habitude, ses amis la persuadèrent de marcher sur le sable où elle trouva la bague à l'intérieur d'une coquille Saint-Jacques. Réalisant qu'il avait dû la jeter de côté la nuit de son départ, elle résolut de ne pas garder le cœur brisé, mais de prendre elle-même la mer.
Une pièce de théâtre, The Doom Bar, sur la contrebande et le naufrage, a été écrite au début des années 1900 par Arthur Hansen Bush. Bien qu'elle n'ait pas suscité d'intérêt à Londres, elle a été bien accueillie en Amérique et devait être jouée à Chicago et à New York. Une série de mésaventures, imputées au légendaire démolisseur Cruel Coppinger (en), culminant dans un incendie à Baltimore, fit que la pièce fut considérée comme maudite par les syndicats d'acteurs américains et que ses membres se virent interdire d'y jouer.

### Traductions
1. ↑  « [The mermaid legend] is doubtless a myth, but it is a fact that a wailing cry is sometimes heard on the Doombar after a fearful gale and loss of life on that fateful bar, like a woman bewailing the dead. »